# Croom Glacier
Croom Glacier är en glaciär i Antarktis. Den ligger i Västantarktis. Argentina, Chile och Storbritannien gör anspråk på området. Croom Glacier ligger 185 meter över havet.
Terrängen runt Croom Glacier är huvudsakligen kuperad. Croom Glacier ligger nere i en dal. Trakten är obefolkad. Det finns inga samhällen i närheten.